# 346 г. пр.н.е.
346 (триста четиридесет и шеста) година преди новата ера (пр.н.е.) е година от доюлианския (Помпилийски) римски календар. По това време е известна като годината на консулството на Корвус и Висол (или по-рядко 408 година Ab urbe condita). Наименованието 346 г. пр. н. е. за тази година се използва от ранния средновековен период, когато летоброенето след Христа става преобладаващият метод в Европа за именуване на години.

## Събития

### В Древна Гърция
- Подписан е Филократовият мир между Древна Македония и Атина. Документът се съгласява с връщане към статуквото, но Филип II Македонски си запазва правото да накаже фокидците за започването на Свещената война.
- Атинските политици Демостен и Тимарх се подготвят да съдят Есхин за предателство, след като той се опитва да повлияе на атиняните да приемат експанзията на Македония в Гърция. Евбул губи влиянието си върху атинските дела.
- Демостен, въпреки че осъжда условията на Филократовия мир, твърди, че той трябва да се спазва.
- След сключването на Филократовия мир, армията на Филип II преминава през прохода на Термопилите и покорява Фокида. Атина не предприема никакви действия в подкрепа на фокидците.

### В Сицилия
- Дионисий II е възстановен на власт в Сиракуза.